# Маскаренская белоглазка
Маскаренская белоглазка (лат. Zosterops borbonicus) — вид воробьиных птиц из семейства белоглазковых (Zosteropidae). Встречается только на острове Реюньон.

## Таксономия
Некоторое время вид Zosterops mauritianus считался подвидом Zosterops borbonicus mauritianus, хотя первоначально он был описан, как отдельный вид.

## Описание
Достигает длины в 10 см. Верхняя сторона бурая. Передняя часть головы и затылок серые. Надхвостье грязно-белого цвета. Нижняя сторона грязно-серого цвета. Подбородок, середина брюха, зад, подхвостье и нижние крылья белёсые. Бока красно-бурые, бёдра тёмные красно-бурые. Клюв и ноги почти чёрные. Имеет выделяющееся белое кольцо вокруг радужной оболочки каштанового цвета глаз.

## Местообитание и образ жизни
Из местных видов птиц Маскаренских островов маскаренская белоглазка приспособилась лучше всего к вызванным людьми изменениям ландшафта. Она населяет лесную равнину, леса и сады. Её питание состоит из насекомых, плодов и нектара. Опыляет такие виды орхидей, как Angraecum striatum. В поисках корма она передвигается маленькими стаями от 6 до 20 особей. Её голос очень громкий. Период гнездования южным летом. Кладка состоит из 2—4 голубых яиц. Чашеобразное гнездо выкладывается растительным материалом.